# Південносуданський фунт
Південносуданський фунт (англ. South Sudanese Pound, араб. جنوب السودان الجنيه)  — грошова одиниця Південного Судану. Презентована в день оголошення незалежності Республіки Південний Судан 9 липня 2011 року. Планується введення в обіг у липні або серпні 2011 року. Виведення з обігу суданських фунтів займе від одного до трьох місяців, в результаті чого в Південному Судані в обігу залишаться лише південносуданські фунти.
Презентовано банкноти номіналом 10, 25, 50 і 100 фунтів. На банкнотах зображений перший Президент Південного Судану Джон Гаранг, який керував автономним Південним Суданом в 2005 році.

## Банкноти
| Банкноти південносуданського фунта | Банкноти південносуданського фунта | Банкноти південносуданського фунта | Банкноти південносуданського фунта | Банкноти південносуданського фунта                                                                              |
| Зображення                         | Номінал                            | Аверс                              | Реверс                             | Водяний знак |
| ---------------------------------- | ---------------------------------- | ---------------------------------- | ---------------------------------- | --- |
|                                    | 5 піастрів                         | Джон Гаранг де Мабіор              | Страус                             | Прапор Південного Судану в повторюваних рядах і доктор Джон Гаранг де Мабіор у правій передній частині банкноти |
|                                    | 10 піастрів                        | Джон Гаранг де Мабіор              | Куду                               | Прапор Південного Судану в повторюваних рядах і доктор Джон Гаранг де Мабіор у правій передній частині банкноти |
|                                    | 25 піастрів                        | Джон Гаранг де Мабіор              | Річка Ніл                          | Прапор Південного Судану в повторюваних рядах і доктор Джон Гаранг де Мабіор у правій передній частині банкноти |
|                                    | £1                                 | Джон Гаранг де Мабіор              | Жирафи                             | Джон Гаранг де Мабіор і електротип 1                                                                            |
|                                    | £5                                 | Джон Гаранг де Мабіор              | Велика рогата худоба Санга         | Джон Гаранг де Мабіор і електротип 5                                                                            |
|                                    | £10                                | Джон Гаранг де Мабіор              | буйволи; ананас                    | Джон Гаранг де Мабіор і електротип 10                                                                           |
|                                    | £20                                | Джон Гаранг де Мабіор              | антилопи орікс; нафтова вишка      | Джон Гаранг де Мабіор і електротип 20                                                                           |
|                                    | £50                                | Джон Гаранг де Мабіор              | Слони                              | Джон Гаранг де Мабіор і електротип 50                                                                           |
|                                    | £100                               | Джон Гаранг де Мабіор              | Лев; водоспад                      | Джон Гаранг де Мабіор і електротип 100                                                                          |
|                                    | £500                               | Джон Гаранг де Мабіор              | Річка Ніл                          | Джон Гаранг де Мабіор і електротип 500                                                                          |
|                                    | £1,000                             | Джон Гаранг де Мабіор              | страуси                            | Джон Гаранг де Мабіор і електротип 1000                                                                         |